# Америчка српска епархија
Америчка српска епархија је некадашња епархија Српске православне цркве.
Њена јурисдикција је обухватала Сједињене Америчке Државе. Први српски храм у Сједињеним Америчким Државама је подигнут у Калифорнији 1894. године. Сва српска црква у Америци била је раније под врховном духовном влашћу руског архиепископа у Њујорку иако је практично била потпуно самостална. Називана је Српском православном мисијом, али није имала никакве средишње организације. Године 1906. јавио се први покрет да Срби у Америци добију свог епископа, под врховном влашћу неког самосталног српског митрополита у Европи. Послије Првог свјетског рата у томе се успјело, и 1922. године српска црква у Сједињеним Америчким Државама организована је у једну епархију, која је ушла у састав Српске патријаршије.